# 37556 Svyaztie
37556 Svyaztie eller 1977 QP3 är en asteroid i huvudbältet som upptäcktes den 13 januari 1977 av den rysk-sovjetiske astronomen Nikolaj Tjernych och den brittiske astronomen Brian G. Marsden vid Krims astrofysiska observatorium på Krim. Den har fått sitt namn efter en sammanskrivning av det ryska ordet Svyaz och det engelska ordet Tie, som båda betyder Länk.